# ISO 3166-2:BY
ISO 3166-2:BY est l'entrée pour le Bélarus dans l'ISO 3166-2, qui fait partie du standard ISO 3166, publié par l'Organisation internationale de normalisation (ISO), et qui définit des codes pour les noms des principales administration territoriales (e.g. provinces ou États fédérés) pour tous les pays ayant un code ISO 3166-1. Ce code était auparavant celui de la RSS de Biélorussie.

## Subdivisions
Les codes sont attribués à 6 régions (be:voblasts, voblasc’ ru:oblast’) et 1 ville (be:horad, ru:gorod)
| Code  | Nom (fr) hors norme | Nom (be) (BGN/PCGN 1979) | Nom (be) (UN X/6 2012) | Nom (ru) (BGN/PCGN 1947) | Nom (ru) (GOST 1983 = UN V/18 1987) | Catégorie |
| ----- | ------------------- | ------------------------ | ---------------------- | ------------------------ | ----------------------------------- | --------- |
| BY-BR | Voblast de Brest    | Brestskaya voblasts'     | Bresckaja voblasć      | Brestskaya oblast'       | Brestskaja oblast'                  | oblast    |
| BY-HO | Voblast de Homiel   | Homyel'skaya voblasts'   | Homieĺskaja voblasć    | Gomel'skaya oblast'      | Gomel'skaja oblast'                 | oblast    |
| BY-HR | Voblast de Hrodna   | Hrodzyenskaya voblasts'  | Hrodzienskaja voblasć  | Grodnenskaya oblast'     | Grodnenskaja oblast'                | oblast    |
| BY-MA | Voblast de Mahiliow | Mahilyowskaya voblasts'  | Mahilioŭskaja voblasć  | Mogilevskaya oblast'     | Mogilevskaja oblast'                | oblast    |
| BY-MI | Voblast de Minsk    | Minskaya voblasts'       | Minskaja voblasć       | Minskaya oblast'         | Minskaja oblast'                    | oblast    |
| BY-VI | Voblast de Vitebsk  | Vitsyebskaya voblasts'   | Viciebskaja voblasć    | Vitebskaya oblast'       | Vitebskaja oblast'                  | oblast    |
| BY-HM | Ville de Minsk      | Horad Minsk              | Horad Minsk            | Gorod Minsk              | Gorod Minsk                         | ville     |

## Historiques
Historique des changements
- 21 juin 2000 : Correction d'erreurs orthographiques et d'éléments de codification de langues (bulletin d’information n° I-1[2])
- 30 juin 2010 : Mise à jour résultant de la réalité du découpage administratif et mise à jour de la liste source.  (bulletin d’information n° II-2[3])
- 27 novembre 2015 : Modification du système de romanisation de "GOST 1983" à "Belarusian Lacinka" pour bel; modification du système de romanisation de BY-HM* pour bel et pour rus
- 26 novembre 2018 : Correction de l'étiquette du système de romanization
- 24 novembre 2020 : Correction de l’orthographe de BY-HR de BGN/PCGN 1979